# 伊藤高
伊藤 高（いとう たかし、1948年12月2日 - ）は、日本の俳優である。本名：伊藤 栄太郎。東京都出身。父親は個性派俳優の伊藤雄之助、母は女優の桐丘峯子、姉は歌手の伊藤照子。

## 出演

### 映画
- 昭和極道史（1972年、東映） - ジュン
- 恍惚の人（1973年、東宝） - 山岸
- 犬神の悪霊（1977年、東映） - 剣持真一
- 誘拐報道（1982年、東映）
- 華魁（1983年、松竹） - 清吉
- 白蛇抄（1983年、東映） - 村人
- 夢（1990年、ワーナー・ブラザース）
- 豪姫 （1992年、松竹） - 覆面の首領
- 悪名 AKUMYOH（2001年、イップ・エンターテイメント） - 金内
- 不良少年（ヤンキー）の夢（2005年）
- イヌゴエ（2006年、パオタイド）

### テレビドラマ
- 青い太陽（1968年、NET / 東映）
- 大河ドラマ
  - 国盗り物語（1973年、NHK） - 黒阿弥
  - 勝海舟（1974年、NHK） - 矢田堀景蔵
  - 風と雲と虹と（1976年、NHK） - 海老丸
  - 黄金の日日（1978年、NHK） - 浅井長政
  - 徳川家康（1983年、NHK） - 前田利長
  - 山河燃ゆ（1984年、NHK） - 沖田
  - 春の波涛（1985年、NHK） - 大島弘毅
  - 太平記（1991年、NHK） - 黒田法円
  - 秀吉（1996年、NHK） - 別所長治
  - 徳川慶喜（1998年、NHK） - 今井金右衛門
  - 風林火山（2007年、NHK） - 山本貞幸
- アイフル大作戦 第24話「霊柩車たくさん呼ンドイデ!!」（1973年、TBS / 東映）
- 土曜日の女シリーズ / 明日に喪服を（1973年、NTV）
- 白い牙 第10話「暴力の静かな足音」（1974年、NTV / 大映テレビ） - 城西会組員
- 花の生涯（1974年、NTV） - 橋本左内
- 夜明けの刑事 第46話「行先のない救急車!!」（1975年、TBS / 大映テレビ）　- 高松清志
- バーディー大作戦 第41話「全員! 覗き盗聴開始!」（1975年、TBS / 東映）
- Gメン'75（TBS / 東映）
  - 第15話「密輸死体」（1975年）− インターン仲間のキャバレーのマネージャー
  - 第66話「警視庁の中の密室殺人」（1976年）− 過激派活動家
  - 第72話「恐怖のロープウェイ」（1976年）− 古谷
  - 第98話「女子大生の中のニセ刑事」（1977年） - 土屋
  - 第118話「黒人兵カービン銃乱射事件」（1977年） - 宇田川
  - 第174話「母ちゃんは地獄へ行け!」（1978年） - 谷口克己
  - 第188話「新幹線ひかり131号」（1978年） - 岸章二 /小川三郎 ※二役
  - 第303話「殺し屋新婚夫婦」（1981年） - 咲田一也
- 痛快! 河内山宗俊 第6話「米が仇の八百八町」（1975年、CX / 勝プロ） - 久吉
- 放浪家族（1975年、MBS） - 布施淳吉
- 影同心II 第20話「罠に泣く女の黒髪」（1976年、MBS / 東映） - 四方造
- 伝七捕物帳 （NTV）
  - 第73話「母恋い怨み花」（1975年）- 巳之吉
  - 第114話「鳩笛恨み唄」（1976年）- 佐吉
- 子連れ狼 第3部 第12話「武衛流抱え撃ち」（1976年、NTV / ユニオン映画） - 間部平太郎
- 雲のじゅうたん（1976年、NHK）
- 快傑黒頭巾（少年ドラマシリーズ、1976年、NHK） - 清川八郎（清河八郎）
- 特別機動捜査隊 第791話「女を泣かすな」（1977年、NET / 東映) - 柿沼三郎
- 森村誠一シリーズ 腐蝕の構造（1977年、MBS / 東映） - 三ツ森
- 大都会 PARTII 第20話「狙われる」（1977年、NTV / 石原プロ） - 須田
- 達磨大助事件帳 第2話「お父う!!」（1977年、ANB / 前進座 / 国際放映） - 佐助
- 大追跡 第9話「現金輸送車強奪」（1978年、NTV / 東宝） - 上原
- 特捜最前線（ANB / 東映）
  - 第59話「制服のテロリスト達!」（1978年）
  - 第218話「窓際警視が愛した女教師!」（1981年）
  - 第280話「黙秘する女!」（1982年）
  - 第352話「レイプ・紅い靴の女!」（1984年）
  - 第404話「殺意をよぶダイヤルナンバー!」（1985年）
- 若さま侍捕物帳（1978年、ANB / 前進座 / 国際放映）
  - 第3話「参上!! 涙の大脱走」 - 嘉八
  - 第4話「参上!! 悲恋の罠」 - 定吉
- 江戸の旋風シリーズ（CX / 東宝）
  - 同心部屋御用帳 江戸の旋風IV 第12話「弁天様と石地蔵」（1979年） - 辰五郎
  - 新・江戸の旋風（1980年）
    - 第4話「唐丸籠破り」 - 上州屋
    - 第23話「源兵衛長屋に鶴が来た」 - 青木和之進
- 必殺シリーズ（ABC / 松竹）
  - 翔べ! 必殺うらごろし 第18話「抜けない刀が過去を斬る!」（1979年） - 草間小四郎
  - 必殺仕事人V 第15話「主水、いじめられっ子になる」（1985年） - 佐助
  - 必殺仕事人・激突! 第14話「主水一家のバブル」（1992年） - 勝五郎
- 騎馬奉行 第5話「大川に咲いた毒の花」（1979年、KTV / 東映）
- 熱中時代 刑事編 第7話「サヨナラ! タケシ」（1979年、NTV） - 加山
- 爆走! ドーベルマン刑事 第13話「助けて! アレックス」（1980年、ANB / 東映）
- 新五捕物帳 （NTV / ユニオン映画）
  - 第133話「心中川端情話」（1981年）
  - 第156話「男の戦い」（1981年）
- 秘密のデカちゃん 第4話「ヤバイ! 愛妻宣言が録音された」（1981年、TBS / 大映テレビ）
- 同心暁蘭之介 第2話「明日なき逃亡」（1981年、CX / 杉友プロ）
- 噂の刑事トミーとマツ 第2シリーズ 第5話「トミマツ阿波踊り! 爆弾魔ふざけた命令」（1982年、TBS / 大映テレビ） - 曙出版社員
- 時代劇スペシャル / 剣客商売 辻斬り（1982年、CX / 東宝） - 永井右京
- 遠山の金さん (高橋英樹)（テレビ朝日）
  - 第63話「怪奇乙女ガ池・青い日傘をさす女!」（1983年7月28日） - 源七
  - 第77話「人呼んで"桜吹雪の女"と発します!」（1983年12月1日）
- 水戸黄門（TBS / C.A.L）
  - 第13部 第25話「消えた黄門様 -延岡-」（1983年4月4日） - 源八
  - 第14部
    - 第9話「悪を蹴散らす南部駒 -八戸-」（1983年12月26日） - 熊
    - 第22話「主人を救った献上銘菓 -長岡-」（1984年3月26日） - 勝目保馬

  - 第15部 第2話「助格駕籠屋と客引き老公 -松山-」（1985年2月4日） - 万吉
  - 第17部
    - 第5話「男十手の木曽節仁義 -妻籠-」（1987年9月28日） - 釜屋の仁助
    - 第22話「惚れた娘はお姫様 -竜野-」（1988年1月25日） - 成瀬要之助

  - 第18部
    - 第4話「「花嫁衣裳の秘密 -小山-」（1988年10月3日） - 唐次
    - 第20話「陰謀渦巻く大草原 -熊本-」（1989年1月30日） - 五郎太

  - 第20部
    - 第14話「湯煙り義侠の助太刀 -松山-」（1991年2月11日） - 才次
    - 第29話「瞼の人はドジな泥棒 -鳥取-」（1991年5月27日） - 礒なれの松造
    - 第39話「八兵衛そっくりお殿様 -久保田-」（1991年8月5日） - 岩松

  - 第21部 第11話「姫君替玉大作戦 -阿蘇-」（1992年6月15日） - 伝次
  - 第23部
    - 第4話「助さん格さん用心棒 -安中-」（1994年8月22日） - 寅五郎
    - 第24話「お銀に惚れた人形師 -福岡-」（1995年1月23日） - 岩松
    - 第37話「育ての母は木曽節お仙 -妻籠-」（1995年4月24日） - 伍平

  - 第24部 第10話「盗まれた三葉葵の印籠 -高知-」（1995年11月20日） - 為次
  - 第26部 第5話「間違えられた黄門様・広島」（1998年） - 武宮勘太夫
  - 第27部 第9話「縁を結んだ南部駒 -盛岡-」（1999年5月17日） - 市谷
  - 第29部 第20話「岸壁に祈る母 -柏崎-」（2001年） - 白崎兵衛
  - 第30部 第7話「津軽と南部両藩公に物申す! -津軽-」（2002年2月18日） - 古木又四郎
  - 第31部 第2話「ご老公、最初の難所は箱根山」（2002年10月21日） - 中森権太夫
  - 第32部 第11話「紅花咲かせた豪傑女医 -山形-」（2003年10月27日） - 島野吉蔵
  - 第33部 第3話「亭主オロオロ女の決闘・有松」（2004年4月26日） - 島田甚之助
  - 第34部
    - 第6話「忠義貫き北国に春・陸前高田」（2005年2月14日） - 海老原主膳
    - 第17話「人間将棋に待ったなし -天童-」（2005年5月16日） - 満田軍太夫

  - 第35部 第1話「風雲急を告げる高松城・高松」（2005年10月10日） - 松村七左衛門
  - 第36部 第2話「母子縫わせた達磨さま-高崎-」　(2006年7月31日)　- 疋田万之助
  - 第37部
    - 第7話「家族を捨てた母の愛 -鶴岡-」（2007年5月21日） - 山室屋源兵衛
    - 第20話「男意気地の悪退治・松島」（2007年8月20日） - 高村左内

  - 第38部 第12話「縁は切られぬ偽親子 -岐阜-」（2008年3月24日） - 亥之吉
  - 第39部
    - 第3話「いずれが正義? 侍の魂 -岡崎-」（2008年10月27日） - 上松頼母
    - 第22話「濡れ衣晴らし春満開 -江戸-」（2009年3月23日） - 粂八

  - 第40部 第16話「質実剛健わが道を行く -金沢-」（2009年11月23日） - 沼田大蔵
  - 第41部 第4話「湯の里守れ! 美人女将 -箱根-」（2010年11月1日） - 荒斗屋嘉兵衛
  - 第43部 第1話「家族おもいの武士魂 -江戸-」（2011年7月4日） - 多三郎
- 流れ星佐吉 第13話「千之助、幸わせ大芝居」（1984年6月26日、KTV / 松竹）
- 影の軍団IV （関西テレビ / 東映）第18話「半蔵の尻に火がついた」（1985年7月30日） - 雷太
- まんが道 第1シリーズ（1986年） - 岡本デスク
- 大岡越前 （TBS / C.A.L）
  - 第9部 第12話「縛られたお地蔵様」（1986年1月13日） - 寅三
  - 第10部 第7話「島抜けが狙った女」（1988年4月11日） - 伊兵衛
  - 第11部 第1話、第2話「吉宗暗殺の野望」（1990年4月23、30日） - 夜叉
  - 第12部 第5話「瞼の父は盗っ人だった」（1991年11月11日） - 紋太
  - 第13部 第3話「恐怖!島抜けの凶賊」（1992年11月30日） - 鱶七
  - 第14部 第3話「将軍様は金魚迷惑」（1996年7月1日） - 銀次
  - 第15部 第16話「髪結い姉妹の殺意」（1999年1月4日） - 桐山采女
- あぶない刑事 第36話「疑惑」（1987年、NTV / セントラル・アーツ）
- 三匹が斬る! シリーズ（ANB / 東映）
  - 三匹が斬る! 第4話「赤トンボ、花嫁行列通りゃんせ」（1987年） - 上村
  - また又・三匹が斬る! 第14話「戸隠は、女郎の恨みか鬼女の花」（1991年） - 鈴木弦之丞
  - リニューアル版 第11話「絶体絶命!!さらば三匹　埋蔵金一万両の大決戦!!」（2002年）
- 江戸を斬る（TBS / C.A.L）
  - 江戸を斬るVII 第7話「恐怖の凶賊紅蝙蝠」（1987年） - 権次
  - 江戸を斬るVIII 第8話「悪たれ婆さんの涙」（1994年） - 藤八
- 長七郎江戸日記 （NTV / ユニオン映画）
  - 第2シリーズ 第25話「咲くか! 赦免花」（1988年） - 熊蔵
  - 第3シリーズ 第3話「思い川」（1990年） - 岡野陣十郎
- 鬼平犯科帳（CX / 松竹）
  - 第1シリーズ 第11話「狐火」（1989年） - 文吉
  - 第2シリーズ 第10話「女賊」（1991年） - 勝四郎
  - 第3シリーズ 第6話「いろおとこ」（1992年） - 松倉の清吉
  - 第4シリーズ 第13話「老盗の夢」（1993年） - 印代の庄助
  - 第7シリーズ 第8話「泣き味噌屋」（1997年） - 和田木曽太郎
- 暴れん坊将軍シリーズ（ANB / 東映）
  - 暴れん坊将軍III
    - 第54話「名奉行、なさけの仇討ち」（1989年） - 吾助
    - SP「激闘! 大阪城、吉宗に挑む豊臣一族!」（1990年） - 桐屋伊太郎

  - 暴れん坊将軍IV
    - 第15話「酔いどれ女の風車」（1991年） - 矢部監物
    - 第44話「天下一の夢を売る男」（1992年） - 狩野高信
    - 第59話「炎上! 銃口に立つ大岡越前!」（1992年） - 木戸与四郎

  - 暴れん坊将軍V
    - 第3話「狙われた氷の美女」（1993年）- 桜井長庵
    - 第26話「刃傷! 慕情消えやらず」（1993年） - 唐沢政之丞
    - 第43話「天下を正した切腹訴状」（1994年） - 村井作十郎

  - 暴れん坊将軍VI
    - 第16話「俺は天下の偽将軍」（1995年） - 本庄武蔵守
    - 第40話「吉宗、騙りを働く!?」（1995年） - 柴田陣四郎

  - 暴れん坊将軍VII 第15話「花の板前、妻敵討ち!」（1996年） - 西崎弥平太
  - 暴れん坊将軍VIII 第19話「妖しき占いの謎 グータラ夫に説教された吉宗」（1998年） - 服部監物
  - 暴れん坊将軍IX
    - 第12話「吉宗危機一髪! 美しき婚約者の献身」（1999年） - 岩城重蔵
    - 第34話「女お庭番の涙 怪盗夜がらすの正体は?」（1999年） - 石崎十三郎

  - 暴れん坊将軍X 第5話「埋蔵金に踊らされた夫婦！甲府勤めの甘い罠」（2000年） - 荒木田修理
  - 暴れん坊将軍XI 第2話「め組から消えた少女」（2001年） - 宍戸勘助
- 八百八町夢日記 第1シリーズ 第27話「次郎吉捨身の反撃」（1990年、NTV / ユニオン映画） - 音蔵
- 特警ウインスペクター 第15話「竜馬! 正木を射て」（1990年、ANB / 東映） - 八神巌
- お江戸捕物日記 照姫七変化 第6話「悪代官を斬る!」（1990年、CX / 東映）
- 日本一のカッ飛び男 第9話「涙と怒りと真実と」（1990年、CX） - 島津医師
- 火曜サスペンス劇場 / 三十年目の同窓会（1991年5月、NTV / 東北新社） - 山岡刑事
- 銭形平次（CX）
  - 第1シリーズ 第7話「呪いのわら人形」（1991年） - 鬼頭鉄之助
  - 第2シリーズ 第7話「真夜中の客」（1992年） - 巳之吉
- あばれ八州御用旅 第2シリーズ 第16話「女三度笠 涙の迷子札」（1991年、TX / ユニオン映画） - 矢吹軍蔵
- 名奉行 遠山の金さん（ANB / 東映）
  - 第4シリーズ 第17話「大金を猫ばばした母と娘」（1992年） - 吉次
  - 第6シリーズ 第13話「覗かれた男装の女」（1994年） - 倉田兵馬
  - 第8シリーズ（遠山の金さんVS女ねずみ） 第10話「花の舞台のお役者殺人鬼」（1997年） - 舛蔵
  - 第9シリーズ（金さんVS女ねずみ） 第12話「桜吹雪と河童騒動」（1998年） - 銀次
- 刑事貴族2 第37話「バス、トイレ、死体付き」（1992年、NTV / 東宝）
- 特救指令ソルブレイン 第51話「特救・解散命令」〜第53話「また逢う日まで」（1992年、ANB / 東映） - 中井誠一
- 将軍家光忍び旅II（ANB / 東映）第6話「妻籠哀しや! おさと観音」（1992-93年） - 由松
- 闇を斬る!大江戸犯科帳（1993年、NTV / ユニオン映画）
  - 第2話「君よ怒りの剣を持て」 - 伊奈隼人正家継 役
  - 第20話「闇の大物!」 - 篠山角之進 役
- お助け同心が行く! 第8話「二度目の金蔵破り」（1993年、TX / G・カンパニー） - 堺
- 土曜ワイド劇場
  - 「江戸川乱歩の美女シリーズ 赤いさそりの美女〜妖虫」（1979年6月9日/松竹、テレビ朝日） - 警察官
  - 「密会の宿8・女と男の殺人ドライブ」（1993年6月5日、ANB / 東映） - 足立信夫
  - 「探偵事務所1・依頼人が消えていく…」（1994年10月22日、ANB / 東映） - 田浦克之
  - 「はみだし弁護士・巽志郎4」（1999年4月10日、ABC / 東阪企画） - 牛島秀二
  - 「牟田刑事官事件ファイル26」（1999年5月1日、ANB / C.A.L） - 島袋刑事
  - 「タクシードライバーの推理日誌13・死にたがる乗客」（2000年8月26日、ANB / 総合ビジョン） - 加川警部補
  - 「西村京太郎トラベルミステリー34・津軽・陸中殺人ルート」（2000年9月30日、ANB / 東映） - 五井邦夫
  - 「100億の悪女ふたり」（2002年4月6日、ANB / 東映）
  - 「高橋英樹の船長シリーズ 豪華フェリー殺人事件・名古屋－函館38時間　御前崎沖に浮かんだ謎の漂流死体…愛と死の霧笛　真犯人は船客の中にいる」（2002年8月10日、ANB / 東映）
  - 森村誠一の終着駅シリーズ 第26作「殺意の奔流」（2012年） - 井上
- 喧嘩屋右近 第2シリーズ 第5話「影武者右近、吉原潜入」（1993年、TX / 松竹）
- 特捜ロボ ジャンパーソン 第28話「ウラメシ大作戦」（1993年、ANB / 東映） - 阿久津博士
- 新春ワイド時代劇（TX）
  - 織田信長（1994年） - 滝川一益
  - 炎の奉行 大岡越前守（1997年） - おさらば伝次
- 殿さま風来坊隠れ旅 第9話「世にも高貴な用心棒!」（1994年、ANB / 東映） - 岩村伝十郎
- 江戸の用心棒 第3話「そば一杯の用心棒」（1994年、NTV / ユニオン映画） - 山岡玄蔵
- あばれ医者嵐山 第11話「きれた絆」（1995年、TX / ユニオン映画） - 南部屋徳兵衛
- 鬼麿斬人剣（1995年、ANB / 東映）
- はみだし刑事情熱系 第1シリーズ 第4話「大追跡! 涙の手錠」（1996年、ANB / 東映）
- 御家人斬九郎 第2シリーズ 第6話「仕官の罠」（1997年、CX / 映像京都） - 佐野半兵衛
- 剣客商売（CX / 松竹） ※藤田まこと版
  - 第1シリーズ 第5話「老虎」（1998年） - 石掛亀之助
  - 第2シリーズ 第8話「悪い虫」（2000年） - 浅田源蔵
- 隠密奉行朝比奈 （フジテレビ）
  - 第1シリーズ 第2話「萩焼きの女 秋吉台の決闘」（1998年）- 大槻庄九郎
  - 第2シリーズ 第1話「南国土佐 よみがえる海賊船」（1999年）- 神谷右京之介
- 南町奉行事件帖 怒れ!求馬II 第12話「料理切手は悪の味」（2000年、TBS / C.A.L） - 生駒監物
- 大江戸を駈ける! 第9話「秘剣! 闇の太刀 -深川-」（2001年、TBS / C.A.L） - 丹波屋
- 京都迷宮案内 第3シリーズ 第6話「殺意の訪問者・京都慕情を歌う女」（2001年2月21日、ANB / 東映）
- 旗本退屈男 (2001年のテレビドラマ)（2001年） - 島田蔵人
- 夜桜お染（2003年 - 2004年、CX） - 岩田助右衛門
- 慶次郎縁側日記
  - 第1シリーズ 最終話（2004年）
  - 第2シリーズ 第9話（2005年） - 万兵衛
- イヌゴエ 第7話「犬の耳に念仏？」（2006年、KBS / AMGエンタテインメント / BIO-TIDE）
- 逃亡者 おりん 第5話「母が守った花嫁御寮」（2006年、TX / C.A.L） - 鷹男
- お江戸吉原事件帖 第2話「水揚げに散った夢」（2007年、TX / C.A.L） - 岩木屋
- 相棒（EX / 東映）
  - season 6 第14話「琥珀色の殺人」（2008年2月6日） - 勝谷誠
  - season 10 第7話「すみれ色の研究」（2011年11月30日） - 桑原博
- 幻十郎必殺剣 第6話「消えた逃亡者」（2008年2月29日、TX / 東映） - 龍造寺長門守
- 主水之助七番勝負〜徳川風雲録外伝〜 第7話「剣鬼激突! 15年ぶり宿命の決闘」（2008年12月8日、TX / 東映） - 樋口利次
- 外科医 鳩村周五郎 第6作「病死した妻は殺されていた!? 杜の都仙台に残された疑惑の写真…」（2009年、CX） - 北山貞行
- 月曜ゴールデン
  - 十津川警部シリーズ43「伊勢志摩殺人迷路」（2010年3月29日、TBS） - 栗原龍道
  - ツインズ〜早乙女兄弟の推理日誌〜小日向文世（2014年1月27日） - 西川守
- 同窓会〜ラブ・アゲイン症候群（2010年4月、EX） - 警視庁部長
- QP 第6話「シマブクロ」（2011年11月9日、NTV） - 横溝組組長
- 経世済民の男（2015年、NHK総合） - 川田小一郎

### オリジナルビデオ
- 暴力商売（2001年、大映 / 東映ビデオ）
- 暴力商売2/ナニワ頂上決戦（2001年、大映 / 東映ビデオ） - 心斎橋銀行ミナミ支店長・羽鳥
- 昭和博徒伝（2003年、ジーダス）
- 玄海組血風録 流血の代紋（2003年、角川大映映画 / 東映ビデオ）
- 玄海組血風録 外道の群れ（2004年、角川大映映画 / 東映ビデオ） - 箕島征一(簑島組二代目総長)
- 真・雀鬼19 心に棲む闇 狂乱の闘牌（2004年、竹書房 / フルメディア） - 親分
- 無認可保育園 歌舞伎町 続・ひよこ組!（2007年、AMGエンタテインメント）